# Église Saint-Nicolas-et-Sainte-Alexandra de Nice
L’église Saint-Nicolas-et-Sainte-Alexandra ou église Saints-Nicolas-et-Alexandra (en russe : церковь Святых Николая и Александры) est une église orthodoxe russe située à Nice (Alpes-Maritimes), rue Longchamp. Elle est dédiée à saint Nicolas de Myre et sainte Alexandra.
Elle est construite alors que Nice appartient au royaume de Sardaigne, sous l'impulsion de l'impératrice de Russie Alexandra Feodorovna, afin de donner un lieu de culte à l'aristocratie russe qui séjourne dans la région. Consacrée en 1860, elle est la première église paroissiale russe d'Europe occidentale et, après l'annexion de Nice à la France, l'une des premières églises orthodoxes de France. Elle ne doit pas être confondue avec la cathédrale orthodoxe russe Saint-Nicolas, construite également à Nice mais plusieurs décennies après. Elle est depuis 2019 rattachée à l'Église orthodoxe roumaine.
Elle est inscrite au titre des monuments historiques depuis 1990.

## Histoire

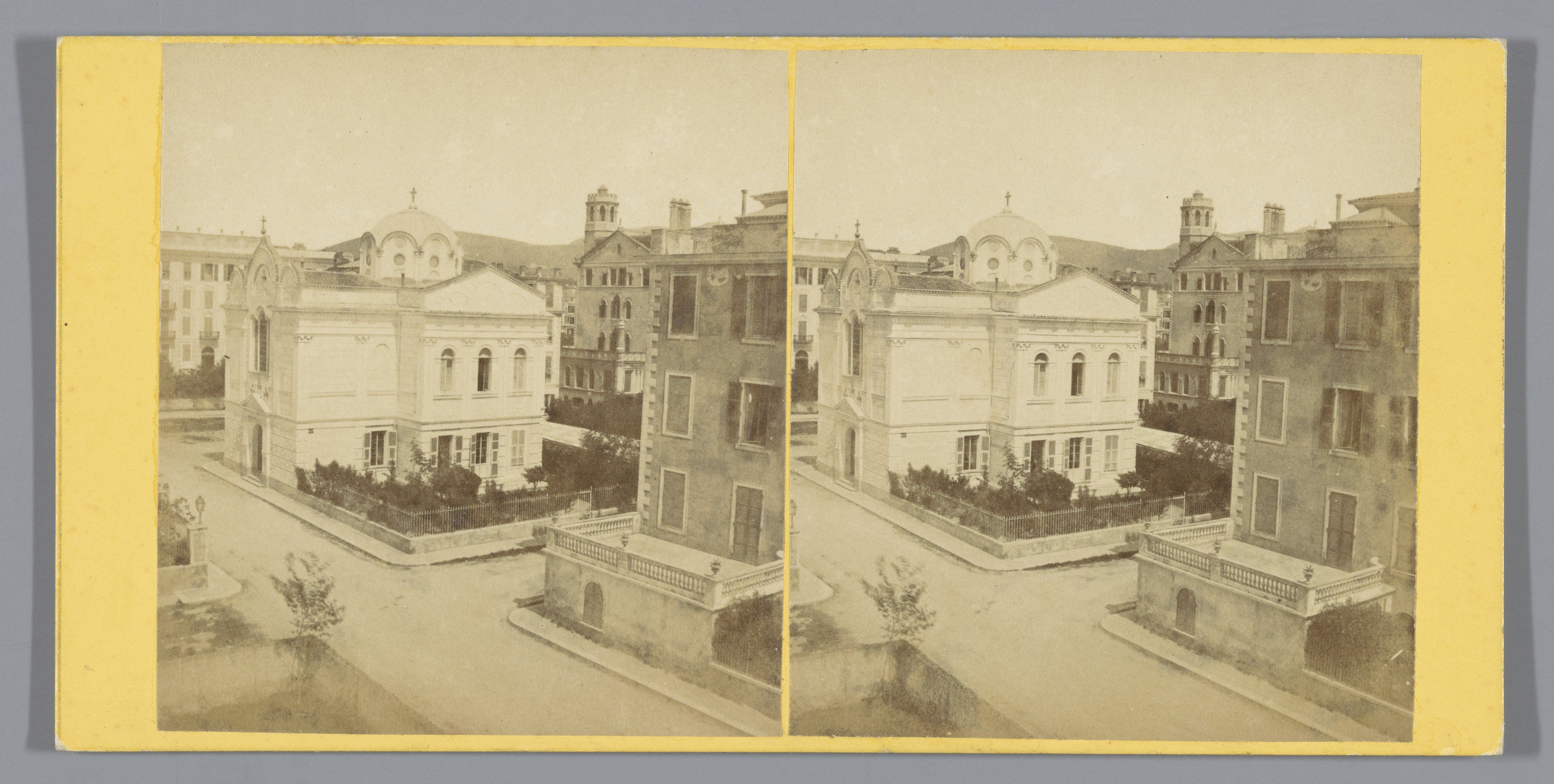
L'église au XIXe siècle.

La colonie russe de la Riviera était habituée depuis une dizaine d’années à la Côte d’Azur, où l’aristocratie européenne avait lancé la mode de l’hivernage. Certains y venaient aussi se soigner de la tuberculose qui faisait alors des ravages. L’impératrice Alexandra Féodorovna, la veuve du défunt Nicolas Ier, aimait à y séjourner pour s’y reposer depuis son veuvage. En 1856, elle fait lever des fonds pour la construction d’une église servant de paroisse et l’on confie le projet à l’architecte de la Cour impériale Alexandre Koudinoff et à André-François Barraya. L’église est bâtie au 6 de la rue Longchamp, non loin de l’actuelle avenue Jean-Médecin.

Elle est consacrée le 12 janvier 1860. La ville compte à l’époque plus de 45 000 habitants et fait partie avec son comté du royaume de Piémont-Sardaigne, appartenant à la Maison de Savoie, avant d’être annexée à l'Empire français quelques mois plus tard en juin 1860.

La cérémonie a lieu en présence de la comtesse Stroganoff, née grande-duchesse Marie Nikolaïevna, fille aînée de l’impératrice douairière, sœur d’Alexandre II et protectrice des arts. L’impératrice Alexandra déjà malade ne peut se déplacer. Parmi les invités, on remarque la présence de la famille de la princesse de Bade, des diplomates et des officiels russes.
Au moment de sa consécration, elle est la première église paroissiale russe d'Europe occidentale. 

Après l'annexion de Nice à la France, elle est le second lieu de culte orthodoxe russe du pays (après un oratoire à Paris, rue de Berri, ouvert en 1816), et donc la seule église de cette tradition religieuse, avant que ne soit consacrée l'église Saint-Alexandre-Nevsky de Paris en septembre 1861,. Elle est alors également la deuxième église orthodoxe de France après l'église orthodoxe grecque de la Dormition-de-la-Mère-de-Dieu de Marseille construite en 1834.

Après la mort de tuberculose du tzarévitch Nicolas en 1865, la communauté orthodoxe fait construire un oratoire dans le parc de la villa Bermond, où il est mort. 

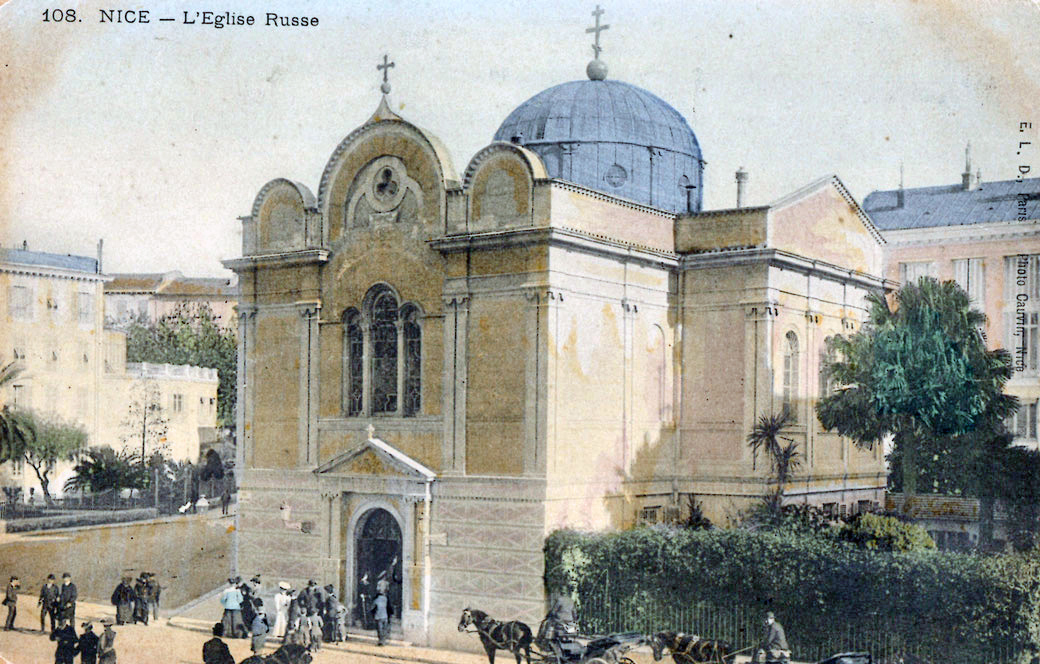
L'église en 1887.

Au début du XXe siècle, une seconde église russe est construite à Nice : la cathédrale Saint-Nicolas située à proximité de l'oratoire. Pour la différencier de celle-ci, l'église Saint-Nicolas-et-Sainte-Alexandra est parfois surnommée la « vieille église russe ».
L'église et le jardin attenant sont inscrits au titre des monuments historiques par arrêté du 3 avril 1990.

## Gestion de l'église et conflit judiciaire sur la propriété
L'église était gérée depuis les années 1920 par l'Association cultuelle orthodoxe russe de Nice (ACOR) responsable de la paroisse orthodoxe Saint-Nicolas de Nice. Celle-ci ne reconnaît pas l'autorité de l'Église orthodoxe russe mais est rattachée jusqu'en 2019 au patriarcat œcuménique de Constantinople puis à la métropole orthodoxe roumaine d'Europe occidentale et méridionale. 

Un conflit judiciaire oppose ACOR à la fédération de Russie. Celle-ci, qui a déjà évincé ACOR de la cathédrale Saint-Nicolas, revendique la propriété de l'église Saint-Nicolas-et-Sainte-Alexandra ainsi que du cimetière orthodoxe de Caucade. 

Le 25 février 2021, le tribunal judiciaire de Nice donne raison à l'association en considérant qu'elle est propriétaire de l'église et du cimetière au titre de la prescription acquisitive,. 

Cependant, la cour d’appel d'Aix-en-Provence a estimé le 24 avril 2025,que l'église était propriété de l’État russe, et que l’autorité qui les avait confiés à l’ACOR dans les années 1920 ne lui a transmis que la mission d’organiser le culte, pas la propriété des biens,. L'arrêt attribue aussi la propriété du cimetière russe de Caucade à la Fédération de Russie. L’ACOR a saisi la Cour de cassation, et écrit une lettre ouverte au président de la république, Emmanuel Macron, pour lui demander de suspendre toute mesure d’exécution jusqu’à la décision de cette Cour.

## Architecture et décors intérieurs

### Architecture extérieure de l’église

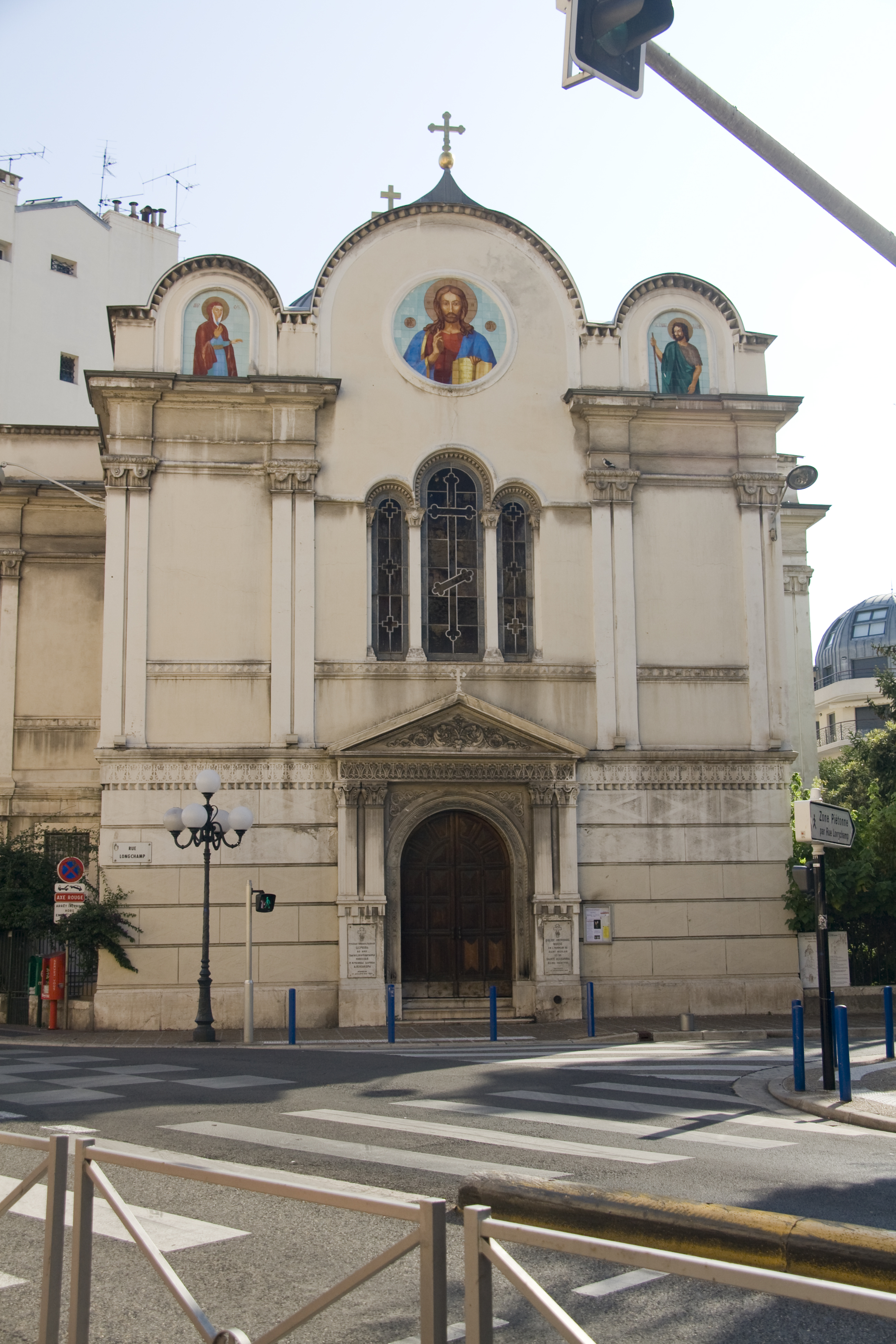
Église en 2011

Les façades de l’église de la rue Longchamp adoptent une composition verticale : un soubassement absorbe le rez-de-chaussée, surmonté d’un deuxième niveau couronné de frontons.
La structure en croix du plan intérieur se reflète dans la symétrie tripartite des façades. Le soubassement arbore des bossages ornés de croix de Saint-André, limités aux éléments en saillie hors façade principale, où des portes-fenêtres mènent à la bibliothèque et aux espaces privés. 

Le deuxième niveau, rythmé par des pilastres jumelés et des baies cintrées, est surmonté d’un entablement avec corniche et acrotères. 

Toutes les façades, sauf l’occidentale à trois frontons cintrés, portent un fronton triangulaire. 

Les contraintes initiales, imposées à l'architecte Koudinov, excluaient clocher et cimetière au profit d’un jardin au sud. Elles ont été respectées.

### Architecture intérieure de l'église
Construire une église orthodoxe à Nice au XIXè siècle, alors sous gouvernement sarde, était complexe. Les autorités autorisaient des chapelles privées, mais pas des églises distinctes, imposant une discrétion architecturale. L’église fut donc installée à l’étage, comme parfois les chapelles des hôtels particuliers. Le rez-de-chaussée, divisé en cinq travées irrégulières, est traversé par un couloir central desservant l’appartement du clergé, une bibliothèque (aussi salle de réunion paroissiale) et un bureau. À une extrémité, un double escalier mène à l’église ; à l’autre, une travée abrite la sacristie, reliée par un escalier de service. La bibliothèque s’ouvre sur le jardin par un portail, et l’appartement donne sur une petite cour latérale.

On accède à l’église par l’un des deux escaliers droits menant à l’étage.

L’édifice, en forme de croix grecque, équilibre nef et transept de même longueur. Le narthex, délimité par deux piles carrées, ouvre sur l’iconostase, occupant presque toute la largeur, et sur l’ensemble de la nef et du transept. 

Une vaste coupole elliptique, doublant la hauteur au centre, capte le regard. Son tambour vert d’eau, orné d’une frise de croix entrelacées, encadre des oculi aux vitraux diffusant une lumière zénithale, complétée par trois baies en plein cintre par transept. Lustres et appliques murales créent une ambiance intime.

La nef carrée, flanquée de quatre bras réguliers, repose sur des piles ornées de lambris en bois verni en bas, peintes en vert foncé et grenat plus haut. Les chapiteaux composites en plâtre mêlent volutes ioniques, feuilles d’acanthe corinthiennes et angelots centraux. Une frise en plâtre, aux motifs végétaux et géométriques, couronne l’entablement, tandis que des croix orthodoxes dorées ponctuent murs et pilastres. 

Depuis sa construction, l’église a évolué : la moquette à motifs du sol a disparu, et le plafond, autrefois orné de motifs géométriques polychromes, est désormais blanc.

### Iconostase
L'iconostase de l'église, un don de l'impératrice Alexandra Feodorovna, a été fabriquée à Saint-Pétersbourg en 1858, et transportée à Nice par voie maritime. Elle est l’oeuvre de deux professeurs de l’Académie des beaux-arts de Saint-Pétersbourg : I. I. Gornostaieff a créé le dessin de la partie en bois sculpté, réalisée par les ateliers Alexéiev de Saint-Pétersbourg. M. N. Vassilieff a peint les icônes, de style byzantin,.

L’iconostase, structurée en trois registres superposés, est ornée de niches sculptées accueillant des icônes.
Le registre inférieur s’articule autour des Portes royales, ornées de l’Annonciation et des quatre évangélistes, ouvrant sur le sanctuaire où se trouve l’autel. De part et d’autre, six icônes dans des niches à arcs polylobés : à gauche, la Mère de Dieu, sainte Alexandra (patronne), et l’archange Michel ; à droite, le Sauveur, saint Nicolas (copatron), et l’archange Gabriel.

Le registre médian présente des icônes de saints en petites niches.

Le registre supérieur, dédié à la Déisis, montre le Christ en majesté, entouré de la Vierge, saint Jean-Baptiste et des douze apôtres dans quinze niches.

Derrière l’autel, un tableau anonyme illustre la Trinité sous l’apparence des trois pèlerins reçus par Abraham au chêne de Mambré. Une icône de Notre-Dame de Géorgie, œuvre de M. N. Vassilieff, entourée de quatorze saints, ayant appartenu à l’impératrice Alexandra Féodorovna, célèbre l’accession au trône de Nicolas Ier.

L’église s’est ensuite enrichie de dons : quatre évangélistes sur panneaux circulaires (A. A. Fomitchev), une icône du XVIIe siècle de la Mère de Dieu de Tolga avec riza en argent et cadre sculpté, une icône de la Vierge de Vladimir du début XVIIe siècle avec seize scènes, ainsi que divers objets liturgiques (vases, bannières, chandeliers, vêtements) offerts par des paroissiens et la famille impériale.

## Offices
Les offices de l’église réunissent des Niçois d’ascendance russe, ainsi que des Géorgiens et Moldaves plus récemment établis.